# Ciche Oko
Ciche Oko (słow. Malé Tiché pleso) – niewielki stawek znajdujący się na wysokości ok. 1750 m n.p.m. w górnych partiach Doliny Szerokiej Jaworzyńskiej w słowackiej części Tatr Wysokich. Leży on ok. 140 m na północny zachód od największego zbiornika wodnego Doliny Szerokiej – Cichego Stawu. Ma on około 11,2 m długości, ok. 8,5 m szerokości, a jego maksymalna głębokość to ok. 2 m. Do Cichego Oka nie prowadzą żadne znakowane szlaki turystyczne, gdyż leży na obszarze ochrony ścisłej, którym objęte są okolice masywu Szerokiej Jaworzyńskiej.
Ciche Oko jest stawkiem okresowym, więc jego wymiary mogą ulegać wahaniom.